# رولاندو ریگولی
رولاندو ریگولی (ایتالیایی: Rolando Rigoli؛ زادهٔ ۳ اکتبر ۱۹۴۰) شمشیرباز اهل ایتالیا است.
وی در مسابقات کشوری و بین‌المللی در مجموع برندهٔ ۱ مدال طلا، ۱ مدال نقره شده‌است.